# Prima bătălie de pe Bull Run
Prima bătălie de pe Bull Run, denumită și Prima Bătălie de la Manassas (numele utilizat de forțele confederate), s-a dat la 21 iulie 1861, în comitatul Prințul William, Virginia, lângă orașul Manassas⁠(d). Ea a fost prima bătălie terestră majoră din cadrul Războiului Civil American.
La doar câteva luni după izbucnirea războiului la Fort Sumter, publicul din Nord cerea zgomotos un marș împotriva capitalei confederate Richmond, Virginia, și un sfârșit rapid al războiului. Cedând acestor presiuni politice, trupele unioniste neexperimentate conduse de generalul de brigadă Irvin McDowell⁠(d) au înaintat, trecând pârâul Bull Run în fața unei armate confederate la fel de nepregătite conduse de generalul de brigadă P.G.T. Beauregard lângă Răscrucea Manassas. Planul ambițios al lui McDowell pentru un atac-surpriză din flanc împotriva stângii confederate nu a fost bine executat de neexperimentații săi ofițeri și soldați, dar confederații, care plănuiau la rândul lor să atace flancul stâng unionist, s-au găsit la început în dezavantaj.
Întăririle confederate venite în frunte cu gen. brig. Joseph E. Johnston⁠(d) au sosit din valea Shenandoah cu trenul și au schimbat cursul bătăliei. O brigadă de virginezi conduși de un relativ necunoscut colonel din Institutul Militar Virginia, Thomas J. Jackson, a rezistat pe poziții și Jackson și-a cucerit celebra poreclă, „Stonewall Jackson” („Jackson Zid-de-Piatră”). Confederați au lansat un contraatac viguros și soldații unioniști au început să se retragă sub presiune, mulți retrăgându-se speriați în dezordine către Washington, D.C. Ambele tabere au fost șocate de violența și de victimele bătăliei și au realizat că războiul ar putea fi mult mai îndelungat și mai sângeros decât bănuiau la început.

## Context
Confederații
     Unioniștii

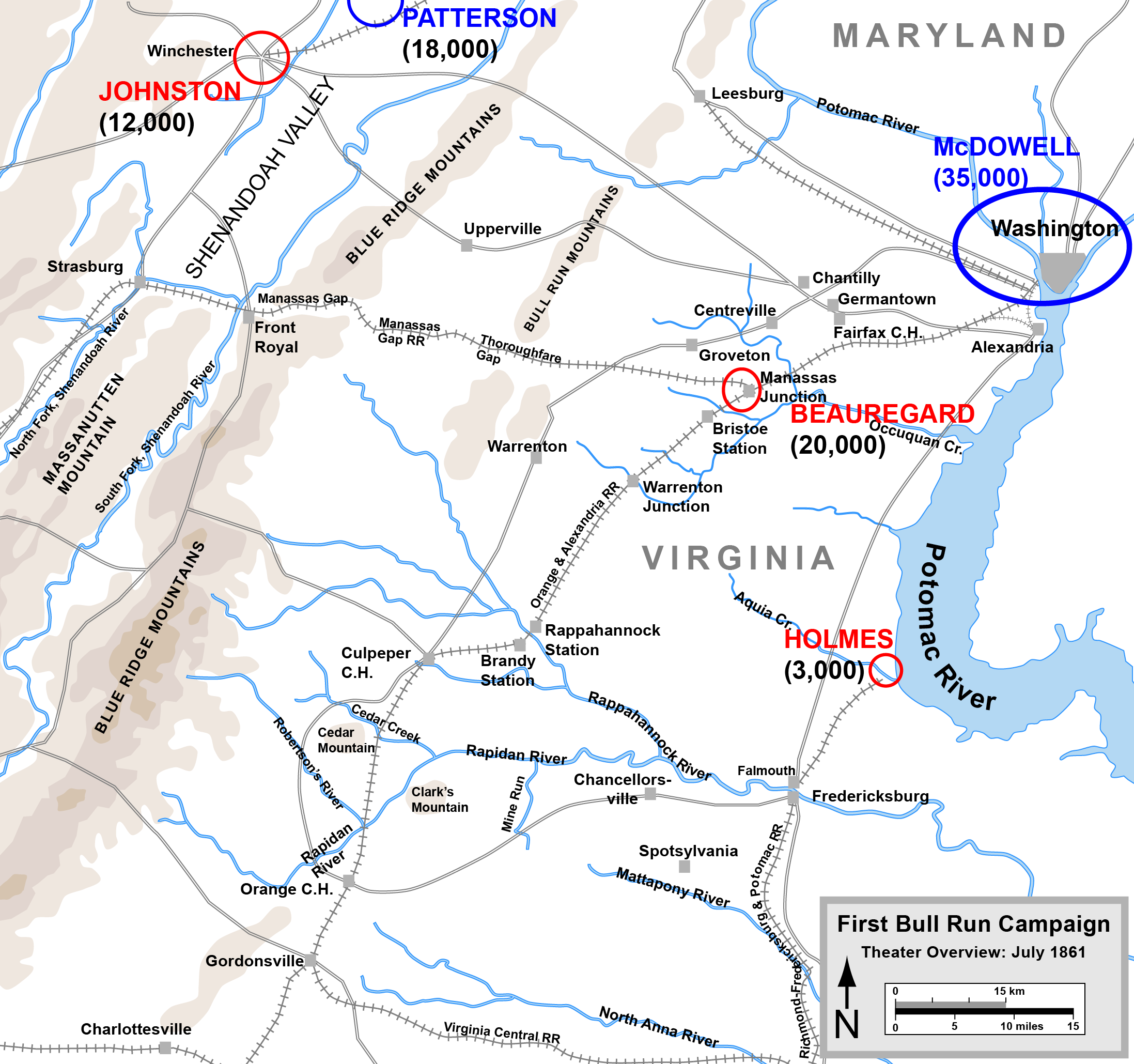
Teatrul de război din Virginia de Nord în iulie 1861
Confederații
Unioniștii

Gen. brig. Irvin McDowell a fost numit de președintele Abraham Lincoln la comanda Armatei Virginiei de Nord-Est. În această funcție, McDowell a fost hărțuit permanent de politicieni și de cetățeni nerăbdători din Washington, care doreau să vadă rapid o victorie în luptă în fața armatei confederate în Virginia de nord. McDowell era însă îngrijorat din cauza lipsei de experiență a armatei sale. Președintele Lincoln l-a încurajat: „ești verde, e adevărat, dar și ei sunt verzi; cu toții sunteți la fel de verzi.” Contrar propriei păreri, McDowell a demarat campania. La 16 iulie 1861, generalul a plecat din Washington cu cea mai mare armată adunată până atunci pe continentul nord-american, circa 35.000 de oameni. Planul lui McDowell era de a se deplasa către vest pe trei coloane, de a efectua un atac diversionist asupra liniei confederate pe Bull Run cu două coloane, în vreme ce a treia urma să ocolească flancul drept al confederaților către sud, tăind calea ferată către Richmond și amenințând ariergarda armatei rebele. El a presupus că inamicul avea să fie obligat să părăsească răscrucea Manassas pentru a se retrage pe un nou aliniament pe râul Rappahannock, următoarea linie apărabilă din Virginia, ceea ce ar fi înlăturat parțial presiunea asupra capitalei SUA.
Armata Confederată a Potomacului (cu efective de 21.883) condusă de Beauregard era încartiruită lângă răscrucea Manassas, la circa 40 km de capitala Statelor Unite. McDowell plănuia să atace această armată inamică inferioară numeric. Gen.-mr. Robert Patterson⁠(d) împreună cu armata sa unionistă de 18.000 de oameni au atacat forța lui Johnston (Armata Shenandoah de 8.884 oameni trupe efective, întărită de brigada Gen.-Mr. Theophilus H. Holmes⁠(d) de 1.465) în valea Shenandoah, împiedicându-i să-l întărească pe Beauregard.

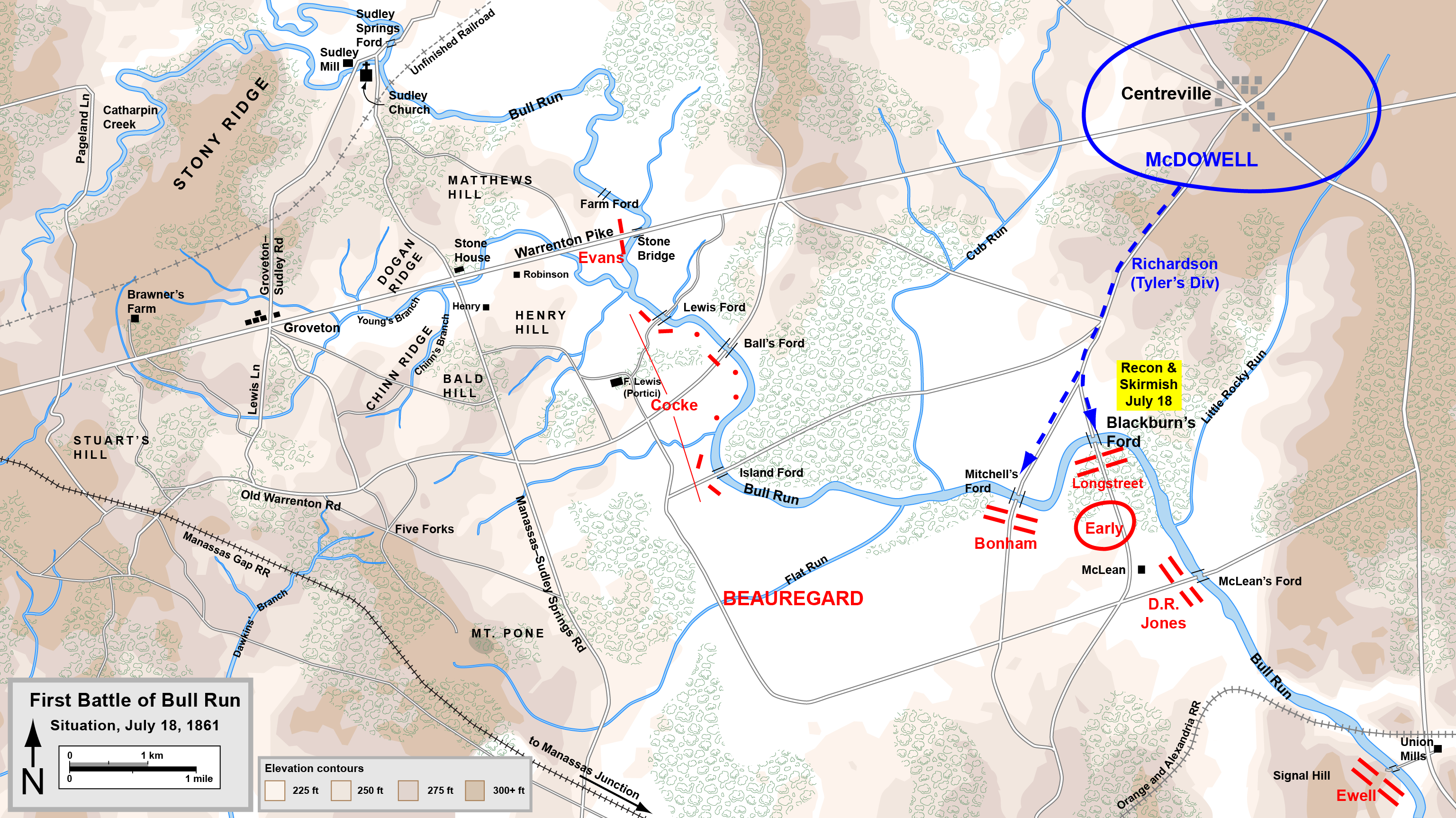
Situaţia la 18 iulie

După două zile de marș lent printr-o căldură înăbușitoare, armatei unioniste i s-a permis să se odihnească la Centreville⁠(d). McDowell a redus dimensiunea armatei sale la circa 30.000 de soldați trimițându-l pe Gen. brig. Theodore Runyon⁠(d) cu 5.000 de oameni să apare spatele. Între timp, McDowell căuta o cale de a-l flanca pe Beauregard, care își desfășurase trupele de-a lungul pârâului Bull Run. La 18 iulie, comandantul unionist a trimis o divizie condusă de gen. brig. Daniel Tyler⁠(d) să treacă spre flancul drept confederat (de sud-est). Tyler a fost atras într-o ciocnire la vadul lui Blackburn pe unde se trecea Bull Run și nu a mai înaintat.
Din ce în ce mai frustrat, McDowell a hotărât să atace în schimb flancul stâng confederat (spre nord-vest). El intenționa să atace cu divizia gen. brig. Daniel Tyler⁠(d) la Stone Bridge⁠(d) pe drumul Warrentonului⁠(d) și a trimis diviziile generalilor de brigadă David Hunter⁠(d) și Samuel P. Heintzelman⁠(d) peste vadul Sudley Springs. De acolo, aceste divizii puteau pătrunde până la liniile din spatele confederației. Brigada colonelului Israel Bush Richardson⁠(d) (divizia lui Tyler) urma să hărțuiască inamicul la vadul lui Blackburn, împiedicându-l să contracareze atacul principal. Patterson urma să-l rețină pe Johnston în valea Shenandoah pentru ca întăririle să nu sosească în acea zonă. Deși McDowell ajunsese la un plan solid în teorie, el avea o serie de lipsuri: necesita execuția sincronizată a mișcărilor de trupe și a atacurilor, pe care armata sa abia formată nu era capabilă să o ducă la îndeplinire; se baza pe unele acțiuni ale lui Patterson pe care acesta deja nu mai avea cum să le facă; în cele din urmă, McDowell a amânat atacul suficient de mult încât forța lui Johnston din vale a putut să urce în trenuri la gara Piedmont și să ajungă rapid la răscrucea Manassas pentru a-l întări pe Beauregard.
În zilele de 19–20 iulie, liniile confederate din spatele pârâului Bull Run au primit întăriri. Johnston a sosit cu toată armata sa, cu excepția trupelor gen. brig. Kirby Smith⁠(d), care erau încă pe drum. Mare parte din noii sosiți s-au postat în apropierea vadului lui Blackburn și planul lui Beauregard era de a ataca de acolo către nord spre Centreville. Johnston, ofițerul de cel mai înalt rang, a aprobat planul. Dacă ambele armate și-ar fi pus simultan planul în aplicare, ele ar fi avut ca rezultat o mișcare în sens trigonometric, deoarece fiecare intenționa să atace flancul stâng al inamicului.
McDowell primea informații contradictorii de la agenții săi de informații, astfel că a chemat balonul Enterprise, pe care îl văzuse la o demonstrație a prof. Thaddeus S. C. Lowe⁠(d) la Washington, pentru a efectua recunoaștere aeriană.

## Bătălia

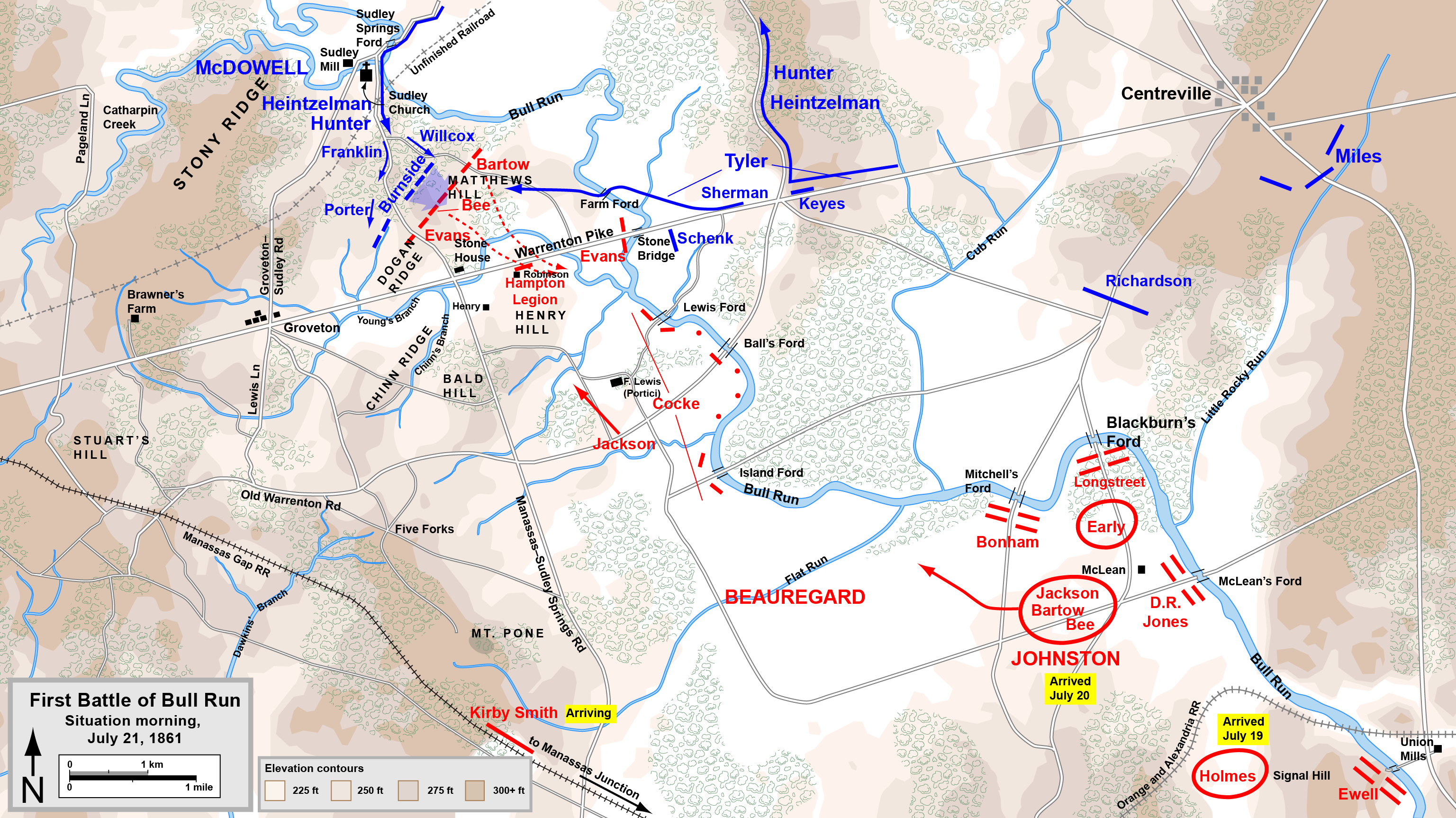
Situaţia în dimineaţa de 21 iulie

În dimineața de 21 iulie, McDowell a trimis diviziile lui Hunter și Heintzelman (circa 12.000 de oameni) din Centreville la 2:30 a.m., într-un marș către sud-vest pe drumul Warrenton apoi spre nord-vest către Sudley Springs⁠(d). Divizia lui Tyler (circa 8.000 de oameni) s-a deplasat direct către Stone Bridge. Neexperimentatele unități au întâmpinat imediat probleme de logistică. Divizia lui Tyler a blocat înaintarea coloanei principale pe drum. Unitățile din urmă au găsit că drumurile către Sudley Springs sunt nepracticabile, cel mult poteci de căruțe în unele locuri și au început să treacă Bull Run prin vad abia la 9:30 a.m. Oamenii lui Tyler au ajuns la Stone Bridge pe la orele 6 a.m.
La 5:15 a.m., brigada lui Richardson a tras câteva salve de artilerie peste vadul lui Mitchell către flancul drept confederat, dintre care câteva au lovit cartierul general al lui Beauregard din casa Wilmer McLean⁠(d) în timp ce el servea micul dejun, alertândul asupra faptului că planul său de luptă ofensiv a fost dat peste cap. Cu toate acestea, el a ordonat atacuri demonstrative către nord spre flancul stâng al unioniștilor către Centreville. Ordinele rătăcite și proasta comunicație au împiedicat punerea lor în aplicare. Deși intenționa ca gen. brig. Richard S. Ewell⁠(d) să conducă atacul, Ewell, la vadul Union Mills, a primit ordinul de a ramâne pe poziții pregătit să înainteze la ordin. Gen. brig. D.R. Jones⁠(d) trebuia să atace pentru a-l susține pe Ewell, dar s-a găsit înaintând singur. Holmes trebuia și el să susțină atacul, dar nu a primit niciun ordin.

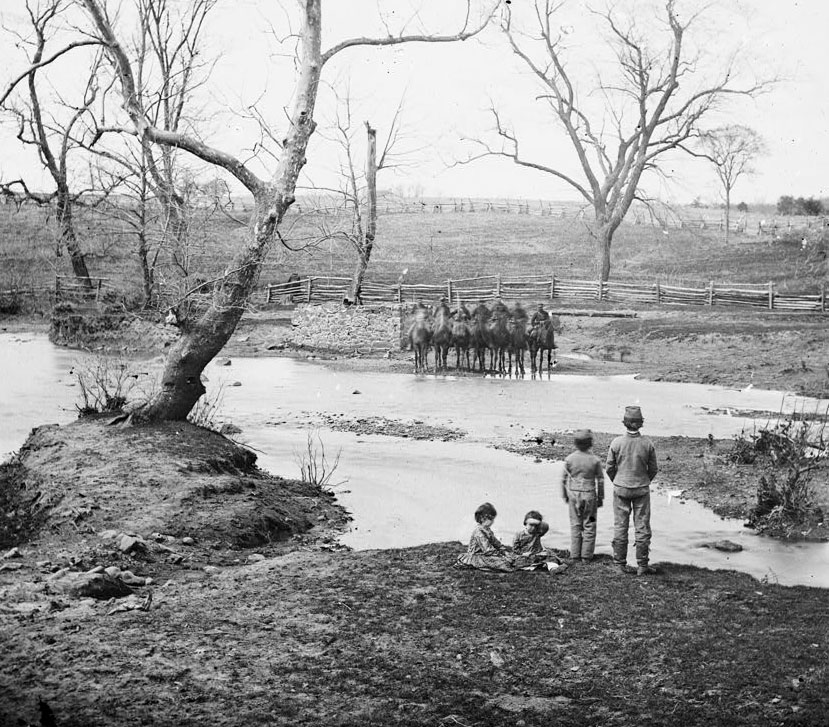
Cavalerie federală la

În calea celor 20.000 de unioniști care se îndreptau către flancul stâng confederat stăteau doar col. Nathan „Shanks” Evans⁠(d) și brigada sa redusă de 1.100 de oameni. Evans își deplasase câțiva oameni pentru a intercepta amenințarea directă din partea lui Tyler la pod, dar a început să bănuiască că atacurile slabe din partea brigadei lui Robert C. Schenck⁠(d) erau doar diversiuni. A fost informat despre mișcarea de flancare a grosului armatei unioniste prin Sudley Springs de către căpitanul Edward Porter Alexander⁠(d), ofițerul de observații al lui Beauregard, care observa de la 13 km sud-vest de pe Signal Hill. La prima utilizare a semnalizării wig-wag în situație de luptă, Alexander a transmis mesajul „Atenție la stânga, poziția voastră este greșit direcționată.” Shanks a condus în grabă 900 din oamenii săi de pe poziția din fața Stone Bridge spre o nouă poziție pe versantul dealului Matthews, o culme joasă, la nord-vest de poziția anterioară.
Evans a primit în curând întăriri de la celelalte două brigăzi, a generalului Barnard Bee⁠(d) și a col. Francis S. Bartow⁠(d), aducând numărul celor de pe flanc la 2.800 men. Ei au reușit să încetinească brigada principală a lui Hunter (gen. brig. Ambrose E. Burnside) în tentativele de a trece Bull Run prin vad și de a înainta peste Young's Branch, la capătul nordic al dealului Henry House. Unul din comandanții de brigadă ai lui Tyler, col. William T. Sherman, a traversat pe un vad nepăzit și a lovit flancul drept al confederaților. Acest atac-surpriză, cuplat cu presiunile lui Burnside și a mr. George Sykes⁠(d), au dus la căderea liniei confederate la scurt timp după 11:30 a.m., trimițându-i pe cei de acolo într-o retragere dezordonată către dealul Henry House.
În timp ce se retrăgeau de pe poziția de pe dealul Matthews, restul trupelor lui Evans, Bee și Bartow au primit acoperire din partea cpt. John D. Imboden⁠(d) și a bateriei sale de 4 tunuri cu proiectile de 3 kg, care au încetinit înaintarea unionistă în vreme ce confederații încercau să se regrupeze pe dealul Henry House. Ei au fost întâmpinați de generalii Johnston și Beauregard, care tocmai sosiseră de la cartierul general al lui Johnston de la ferma M. Lewis. Din fericire pentru confederați, McDowell nu a profitat de avantaj să încerce să cucerească imediat teren strategic, alegând în schimb să bombardeze dealul cu bateriile căpitanilor James B. Ricketts⁠(d) și Charles Griffin⁠(d) de pe creasta lui Dogan.

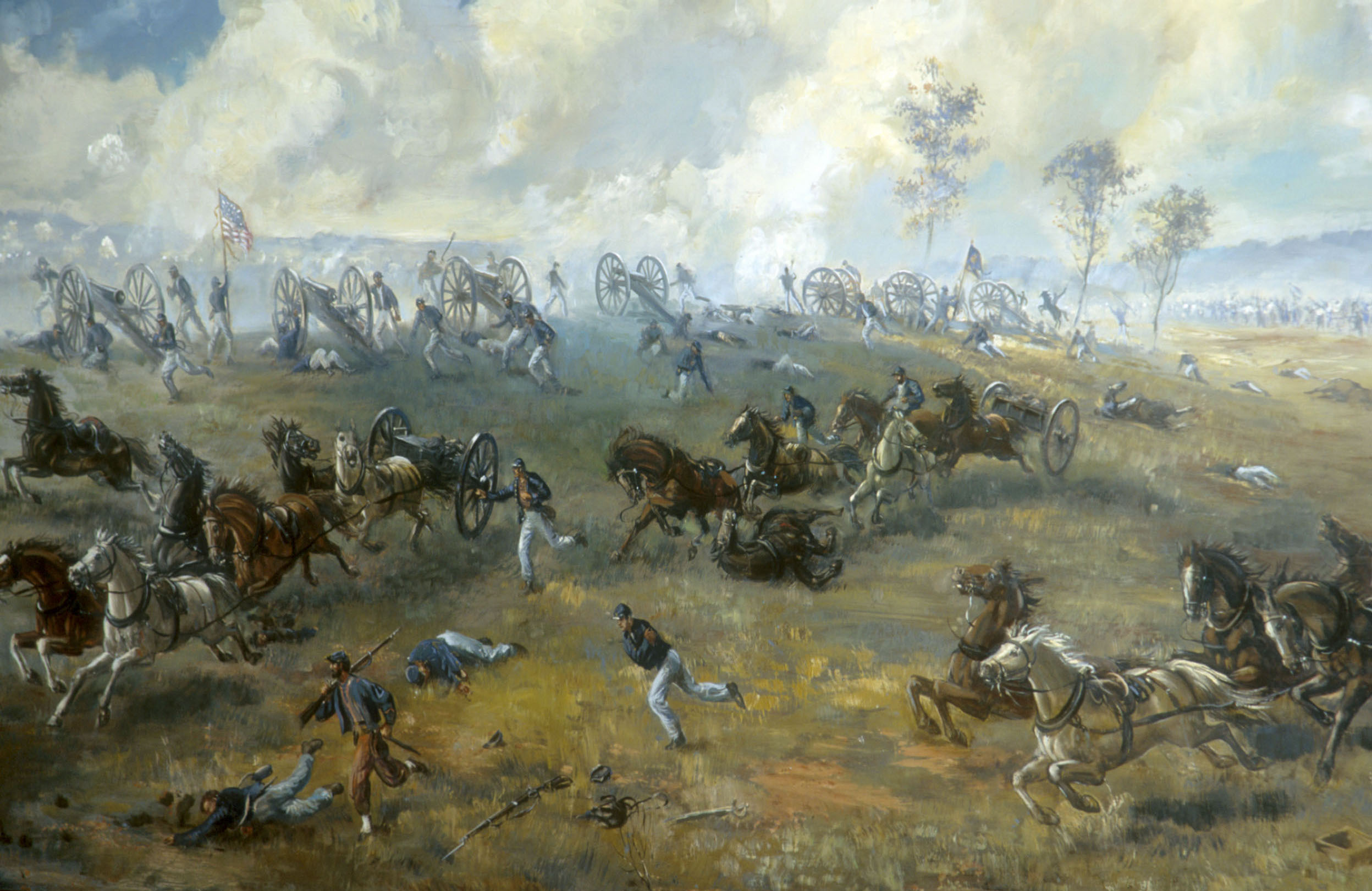
Capturarea bateriei lui Ricketts, pictură de Sidney E. King, National Park Service.

Brigada Virginia a col. Thomas J. Jackson a sosit pe la prânz să-i susțină pe confederații dezorganizați, însoțită fiind de col. Wade Hampton⁠(d) și a sa Legiune, și de cavaleria col. J. E. B. Stuart⁠(d). Jackson și-a postat cele cinci regimente pe panta inversă a dealului, unde erau apărați de foc direct, și a reușit să adune 13 tunuri pentru linia defensivă, pe care a postat-o pe culmea dealului; când se trăgea, reculul le muta la vale pe versantul celălalt, unde puteau fi reîncărcate în siguranță. Între timp, McDowell a ordonat bateriilor lui Ricketts și Griffin să se mute de pe creasta lui Dogan pe deal pentru a avea susținere din partea infanteriei. Cele 11 tunuri s-au angajat într-un aprig duel de la 270 m împotriva celor 13 ale lui Jackson. Spre deosebire de alte ciocniri din Războiul Civil, aici, artileria confederată era în avantaj. Tunurile unioniștilor se aflau în raza de acțiune a tunurilor neghintuite confederate, iar tunurile ghintuite ale unioniștilor își pierdeau avantajele la distanțe atât de mici, trăgând multe proiectile peste capetele țintelor lor.

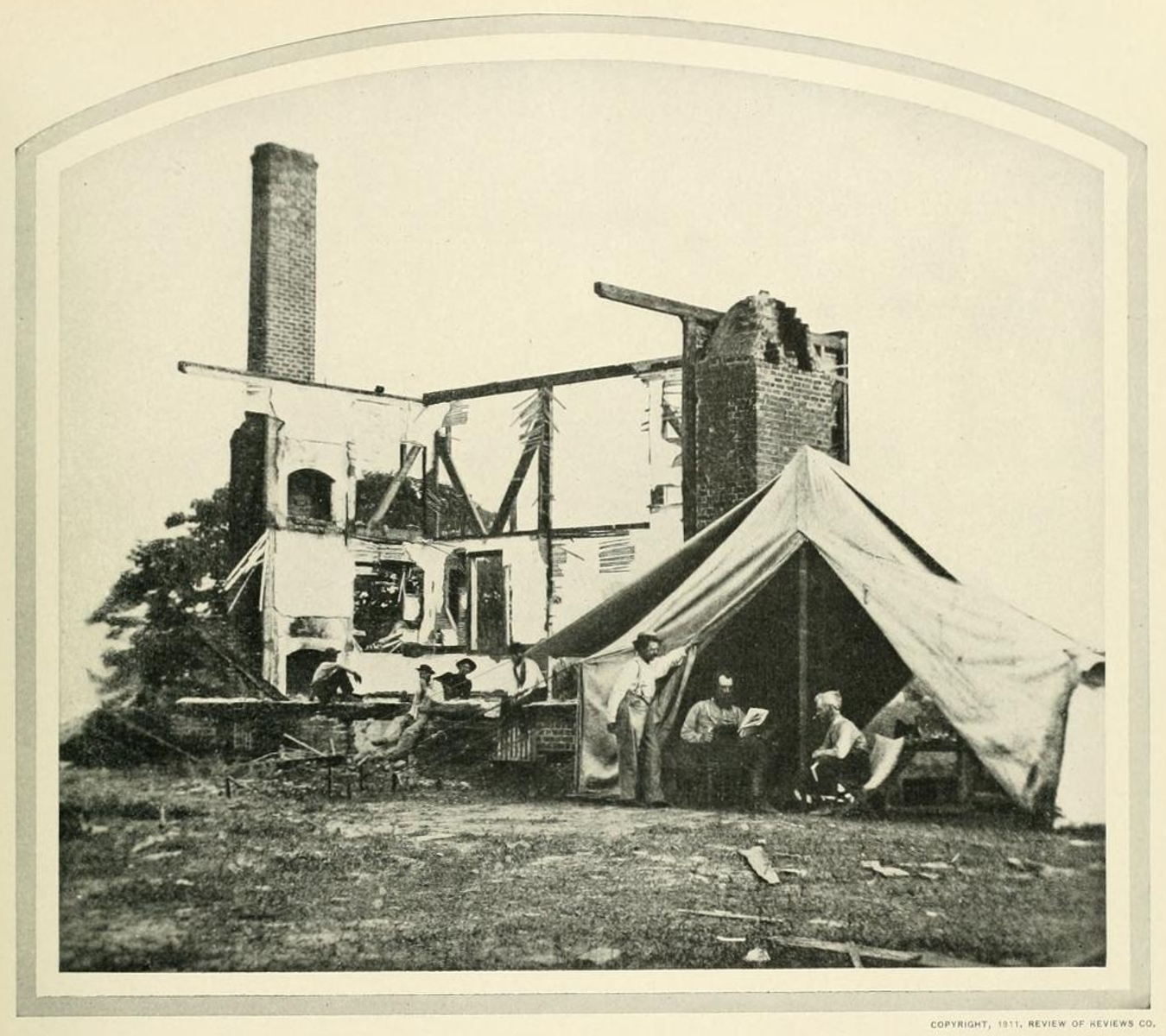
Ruinele casei lui Judith Henry, "Spring Hill", după bătălie

Una din victimele tirului de artilerie a fost Judith Carter Henry, o văduvă invalidă de 85 de ani, care nu și-a putut părăsi dormitorul din Henry House. Când a început să se tragă asupra lui Ricketts, acesta a crezut că focul vine dinspre Henry House și și-a îndreptat tunurile spre clădire. Un proiectil care a pătruns prin zidul dormitorului i-a smuls văduvei laba unui picior și i-a produs răni multiple, de pe urma cărora ea a murit în aceeași zi.
„Inamicul ne conduce”, a exclamat Bee către Jackson. Jackson, un fost ofițer al armatei americane și profesor la Virginia Military Institute⁠(d), i-ar fi răspuns: „Atunci, domnule, le vom da baioneta”. Bee și-a îndemnat slodații să se regrupeze, strigându-le: „Iată-l pe Jackson cum stă ca un zid de piatră. Să hotărâm să murim aici, și vom învinge. Adunați-vă în spatele virginezilor.” Există unele controverse referitor la ce a vrut să spună Bee, controverse ce nu mai pot fi clarificate, întrucât el a fost rănit mortal aproape imediat după ce a spus acele cuvinte și niciun ofițer subordonat al său nu a scris vreo relatare a bătăliei. Maiorul Burnett Rhett, șeful statului major al generalului Johnston, a susținut că Bee era supărat pe Jackson că n-a venit să-l susțină imediat pe el și pe Bartow atunci când brigăzile lor erau puse sub presiune. Cei care subscriu acestei opinii consideră că afirmația lui Bee avea de fapt tentă peiorativă, cu sensul: „Uită-te la Jackson cum stă ca un zid de piatră!” sau „Uită-te la Jackson cum stă ca o momâie!”

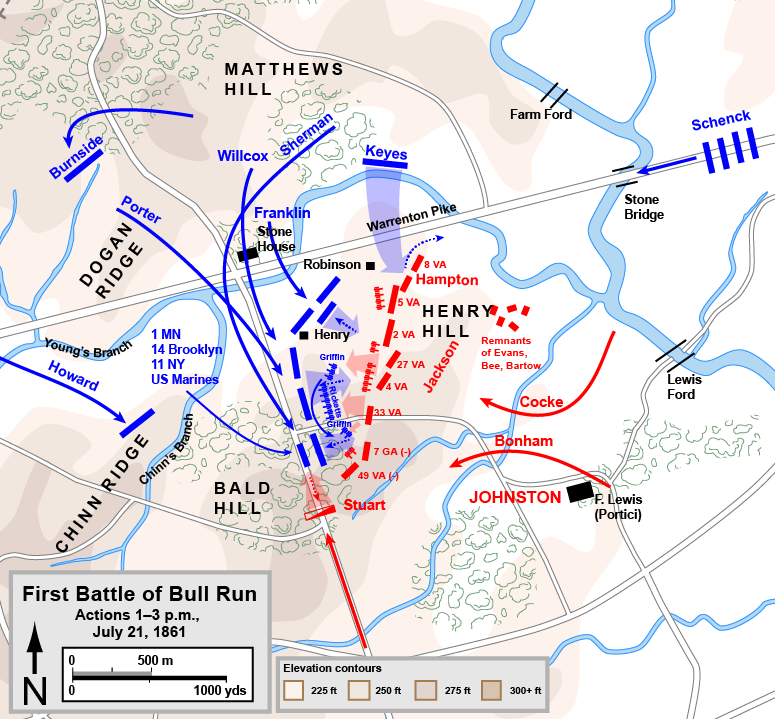
Atacuri asupra Henry House Hill, prânz–2 p.m.

Comandantul de artilerie Griffin a hotărât să deplaseze două tunuri la capătul sudic al liniei lui, în speranța de a putea executa tragere de anfiladă înspre confederați. La orele 3 p.m., acele tunuri au fost cucerite de regimentul 33 Virginia, care purta uniforme albastre, ceea ce l-a făcut pe comandantul lui Griffin, mr. William F. Barry⁠(d), să le confunde cu trupe unioniste și să-i ordone acestuia să nu tragă în ele. Salvele de la distanță mică ale regimentului 33 Virginia și atacul de cavalerie al lui Stuart împotriva flancului regimentului 11 infanterie voluntari din New York, care susținea bateria, a ucis mulți dintre tunari și a împrăștiat infanteria. Profitând de succes, Jackson a ordonat ca două regimente să atace tunurile lui Ricketts și acestea au fost și ele capturate. Cum și infanteria federală a atacat, tunurile au fost recuperate și recapturate de mai multe ori.
Capturarea tunurilor unioniste a întors soarta bătăliei. Deși McDowell aruncase 15 regimente în luptele de pe deal, depășind numeric de două ori pe confederați, nu mai mult de două regimente au luptat simultan. Jackson a continuat să preseze cu atacurile sale, spunându-le soldaților din regimentul 4 Infanterie Virginia, „Păstrați-vă focul până când se apropie la 50 de yarzi! Apoi trageți și dați-le baionetă! Și când atacați, strigați ca furiile!" Pentru prima oară, soldații unioniști au auzit strigătul de luptă „Rebel yell⁠(d)”. Pe la orele 4 p.m., ultimele trupe unioniste fuseseră împinse de pe dealul Henry House printr-o șarjă a două regimente din brigada col. Philip St. George Cocke⁠(d).

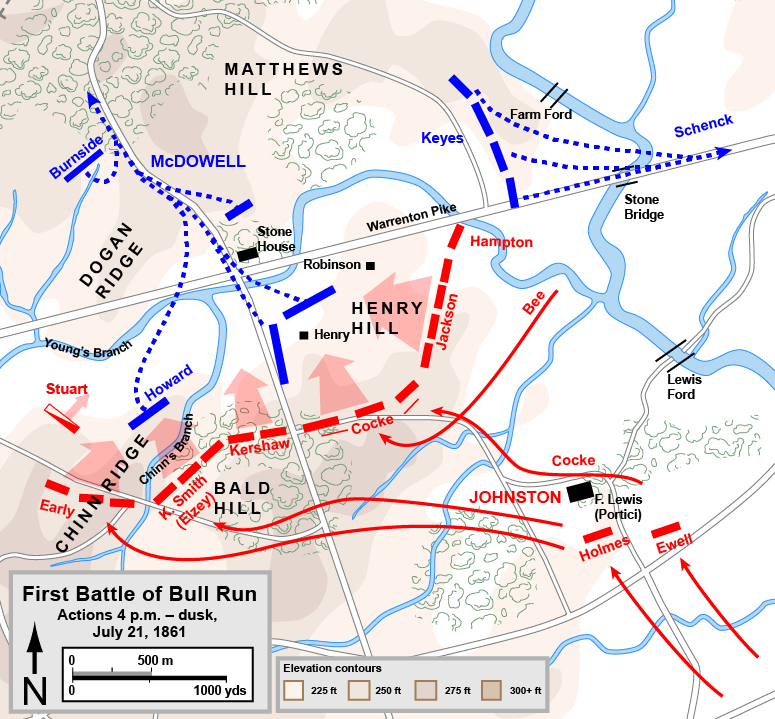
Retragerea unioniştilor, după 4 p.m.

La vest, creasta Chinn fusese ocupată de brigada col. Oliver Otis Howard⁠(d) din divizia lui Heintzelman. Tot la 4 p.m., două brigăzi confederate care abia sosiseră din valea Shenandoah—cea a col. Jubal Early⁠(d) și cea a gen. brig. Kirby Smith⁠(d) (comandată de col. Arnold Elzey⁠(d) după rănirea lui Smith)—au zdrobit brigada lui Howard. Beauregard a ordonat întregii linii să înainteze. Forța lui McDowell s-a prăbușit și a început să se retragă.
Retragerea a fost relativ ordonată până la trecerea râului Bull Run, dar a fost prost gestionată de ofițerii unioniști. O căruță a unioniștilor a fost răsturnată de focul de artilerie pe un pod care trecea pârâul Cub Run și a declanșat panica în rândul forțelor lui McDowell. În timp ce soldații curgeau necontrolat către Centreville, aruncându-și armele și echipamentul, McDowell a ordonat diviziei col. Dixon S. Miles⁠(d) să acționeze ca o ariergardă, dar a fost imposibil să se strângă rândurile înainte de Washington. În dezordinea ce a urmat, sute de soldați unioniști au căzut prizonieri. Elita înstărită din Washington, inclusiv congressmenii cu familiile lor, așteptându-se la o victorie ușoară a Uniunii, veniseră la picnic să se uite la luptă. Când armata unionistă a fost pusă pe fugă, drumurile spre Washington au fost blocate de civilii panicați care încercau să fugă cu căruțele.
Cum armata lor combinată rămăsese și ea foarte dezorganizată, Beauregard și Johnston nu au putut profita prea mult de avantaj, în pofida cererilor președintelui confederat Jefferson Davis, care sosise pe câmpul de luptă să vadă cum se retrag unioniștii. O tentativă a lui Johnston de a intercepta soldații unioniști de pe flancul său drept, cu ajutorul brigadelor generalilor Milledge Luke Bonham⁠(d) și James Longstreet, s-a soldat cu un eșec. Cei doi generali s-au certat între ei iar când s-a tras asupra oamenilor lui Bonham din ariergarda unionistă și când brigada lui Richardson a blocat drumul spre Centreville, Johnston a renunțat la urmărire.

## Urmări
Ziua de astăzi va fi amintită ca LUNEA NEAGRĂ. Am fost cu totul și cu dizgrație puși pe fugă, bătuți și alungați de secesioniști. 
Dacă războiul ar fi fost unul de scurtă durată, Bull Run ar fi fost un dezastru pentru Uniune. Dar dacă, așa cum părea acum să fie mai plauzibil, va fi inevitabil un război lung și urât, acea bătălie a avut un efect ciudat de salutar asupra taberei Uniunii. A fost un semnal de alarmă pentru acei optimiști—ca Seward sau chiar Lincoln—care sperau sau contau pe un rezultat rapid. 
Bull Run a fost un punct de cotitură pentru Războiul Civil American ... în sensul că bătălia a fost un impuls pentru opinia publică din țară și din străinătate, pentru Congres și pentru comandantul suprem. A făurit noi feluri de a gândi și a dus la schimbări profunde în felul cum s-a dus războiul. Eșecul de la Bull Run a inspirat o a doua ridicare la luptă a Nordului. Numărul voluntarilor a crescut accelerat, cei înrolați pentru 90 de zile s-au reînrolat, statele au alcătuit numeroase noi regimente. ... Realizând că victoria nu avea să vină ușor, nordiștii au fost cuprinși de o nouă stare de spirit. O hotărâre de fier a intrat în sufletul Nordului ... 
Bull Run a fost cea mai mare și mai sângeroasă bătălie din istoria americană de până atunci. Pierderile Uniunii au fost 460 de morți, 1.124 răniți și 1.312 dispăruți sau căzuți prizonieri; pierderile Confederației au fost 387 morți, 1.582 răniți și 13 dispăruți. Printre cei din urmă a fost col. Francis S. Bartow⁠(d), primul comandant de brigadă confederat care a murit în Războiul Civil. Generalul Bee a fost rănit mortal și a murit a doua zi.
Atât civilii cât și militarii unioniști se temeau că forțele confederate ar putea înainta spre Washington, D.C., având foarte puține forțe ce li s-ar fi putut opune. La 24 iulie, prof. Thaddeus S. C. Lowe⁠(d) s-a ridicat în balonul Enterprise să observe mișcările de trupe confederate din prejma Fairfaxului și a răscrucii Manassas. Nu a văzut nicio urmă de masare de trupe rebele, dar a fost obligat să aterizeze pe teritoriul confederat. Abia noaptea a fost salvat și a putut da raportul la cartierul general, relatând apoi că raportul său a „readus încrederea” comandanților Uniunii.
Publicul din Nord a fost șocat de neașteptata înfrângere a armatei sale atunci când se aștepta la o victorie facilă. Ambele tabere au realizat rapid că războiul avea să fie mai îndelungat și mai brutal decât își închipuiseră. La 22 iulie, președintele Lincoln a promulgat o lege care aproba înrolarea a încă 500.000 de oameni pentru până la trei ani de serviciu.
Reacția în sânul Confederației a fost mai discretă. Au fost foarte puține sărbătoriri în public, întrucât sudiștii au conștientizat că, în ciuda victoriei, marile bătălii ce aveau să vină inevitabil vor însemna pierderi și mai mari și pentru tabăra lor.
Beauregard a fost considerat eroul bătăliei și a fost promovat în acea zi de președintele Davis la gradul de general al Armatei Confederate. Stonewall Jackson, posibil cel mai important contribuitor strategic la victorie, nu a primit vreo distincție oficială, dar avea să se acopere de glorie ulterior în 1862 în Campania din Vale. Irvin McDowell a suportat consecințele înfrângerii unioniștilor și a fost înlocuit cu gen.-mr. George B. McClellan, numit general al tuturor armatelor Uniunii. McDowell a fost acuzat apoi și pentru înfrângerea Armatei Virginiei condusă de gen.-mr. John Pope⁠(d) în fața Armatei Virginiei de Nord a generalului Robert E. Lee după treisprezece luni, în a doua bătălie de pe Bull Run. Patterson a fost și el demis.
Numele bătăliei a provocat controverse după 1861. Armata unionistă adesea denumea bătăliile după râuri sau pâraie care jucaseră un rol semnificativ în luptă; confederații foloseau numele orașelor sau fermelor din împrejurimi. National Park Service⁠(d) utilizează numele confederat pentru parcul național al câmpului de luptă⁠(d), dar numele unionist (Bull Run) este larg răspândit în literatură.
Confuziile de pe câmpul de luptă între drapelele celor două tabere, mai ales similitudinile dintre drapelul confederat cu „Stele și Bare” și drapelul unionist „Stele și Dungi”, a dus la adoptarea de către Confederație a drapelului de bătălie având ca principal element de design crucea Sfântului Andrei, drapel care a devenit în cele din urmă cel mai popular simbol al Confederației și al Sudului în general.

## Alte descrieri
Prima bătălie de pe Bull Run este amintită în romanul Gods and Generals⁠(d), dar este descrisă mai în amănunt în ecranizarea acestuia⁠(d). Ea apare și în primul episod al sezonului al doilea al mini-serialului North and South⁠(d). Manassas (1999) este primul volum din James Reasoner Civil War Series⁠(d), o serie de romane istorice. Bătălia este descrisă în Rebel (1993), primul volum din seria de romane istorice The Starbuck Chronicles⁠(d) de Bernard Cornwell⁠(d).

## Comemorare
Comitatul Prințul William organizează de-a lungul anului 2011 evenimente speciale cu ocazia comemorării a 150 de ani de la Războiul Civil, și a fost desemnat „principala destinație turistică în Statele Unite pentru 2011” de către American Bus Association pentru eforturile sale de a evidenția impactul Războiului Civil asupra istoriei Statelor Unite. Principalul eveniment al acțiunilor de comemorare este o reconstituire a bătăliei în zilele de 23–24 iulie 2011. În tot anul, se organizează tururi ale câmpului de luptă de la Manassas și al altor câmpuri de luptă din comitat, precum și alte evenimente și activități.
Primăria Manassas comemorează și ea 150 de ani de la bătălie în perioada 21–24 iulie 2011.